# Raphaela Beck
Raphaela Beck (* 9. November 1901 in Würzburg-Heidingsfeld; † 17. August 1974) war Äbtissin des Klosters Waldsassen von 1951 bis 1974.
Raphaela Beck wurde bei den Ursulinen in Würzburg ausgebildet. Im Kloster Waldsassen war sie Fachlehrerin, Präfektin und Novizenmeisterin. Während des Zweiten Weltkrieges arbeitete sie in einem Lazarett in Marienbad. Bei ihrer Benediktion als Äbtissin weilte Generalabt Matthäus Quatember in Waldsassen. Die wirtschaftliche Situation erforderte die Einstellung der Klosterbrauerei und der Klostermühle. Auch der Ordensnachwuchs entwickelte sich rückläufig, so dass die Mädchenvolksschule nicht mehr mit einer Ordensfrau besetzt werden konnte. Raphaela Beck setzte verschiedene Renovierungs- und Modernisierungsmaßnahmen am Kloster um. Im Zeichen des Zweiten Vatikanischen Konzils wurden Reformen eingeleitet. Sie wurde in den 1960er Jahren mit dem Bayerischen Verdienstorden ausgezeichnet. Auf dem Klosterfriedhof fand sie ihre letzte Ruhestätte.